# 24 juillet aux Jeux olympiques d'été de 2020
Navigation
Juillet :
- 21
- 22
- 23
- 24
- 25
- 26
- 27
- 28
- 29
- 30
- 31

Août : 
- 1er
- 2
- 3
- 4
- 5
- 6
- 7
- 8

Le samedi 24 juillet aux Jeux olympiques d'été de 2020 est le quatrième jour de compétition et le premier où sont attribuées des médailles.

## Programme
| Heure UTC+09:00 (Japon)                       |               |
| bleu                                          | Cérémonie     |
| neutre                                        | Épreuve       |
| or                                            | Finale        |
| orange                                        | Petite finale |
| rose                                          | Reporté       |
| gris                                          | Annulé        |
| Compétition masculine                         | Hommes        |
| Compétition féminine                          | Femmes        |
| Compétition mixte (hommes et femmes mélangés) | Mixte         |
| Compétition en couple (1 homme et 1 femme)    | Couple        |
| modifier                                      |               |

| Horaire | Discipline Spécialité | Discipline Spécialité                   | Discipline Spécialité                         | Phase                      | Résultats                                                                                      | Références |
| ------- | --------------------- | --------------------------------------- | --------------------------------------------- | -------------------------- | ---------------------------------------------------------------------------------------------- | ---------- |
| 8 h 30  |                       | Aviron Skiff                            | Compétition femmes                            | Repêchages                 | -                                                                                              | -          |
| 8 h 30  |                       | Aviron Skiff                            | Compétition hommes                            | Repêchages                 | -                                                                                              | -          |
| 8 h 30  |                       | Aviron Deux de couple                   | Compétition femmes                            | Repêchages                 | -                                                                                              | -          |
| 8 h 30  |                       | Aviron Deux de couple                   | Compétition hommes                            | Repêchages                 | -                                                                                              | -          |
| 8 h 30  |                       | Aviron Deux sans barreur                | Compétition femmes                            | Séries                     | -                                                                                              | -          |
| 8 h 30  |                       | Aviron Deux sans barreur                | Compétition hommes                            | Séries                     | -                                                                                              | -          |
| 8 h 30  |                       | Aviron Deux de couple poids légers      | Compétition femmes                            | Séries                     | -                                                                                              | -          |
| 8 h 30  |                       | Aviron Deux de couple poids légers      | Compétition hommes                            | Séries                     | -                                                                                              | -          |
| 8 h 30  |                       | Aviron Quatre sans barreur              | Compétition femmes                            | Séries                     | -                                                                                              | -          |
| 8 h 30  |                       | Aviron Quatre sans barreur              | Compétition hommes                            | Séries                     | -                                                                                              | -          |
| 8 h 30  |                       | Tir Carabine à 10 m air comprimé        | Compétition femmes                            | Qualifications             | -                                                                                              | -          |
| 8 h 30  |                       | Tir Carabine à 10 m air comprimé        | Compétition femmes                            | Finale                     | Yang Qian · Anastasiia Galashina · Nina Christen                                               |            |
| 8 h 30  |                       | Tir Carabine à 10 m air comprimé        | Compétition hommes                            | Qualifications             | -                                                                                              | -          |
| 8 h 30  |                       | Tir Carabine à 10 m air comprimé        | Compétition hommes                            | Finale                     | Javad Foroughi · Damir Mikec · Pang Wei                                                        |            |
| 9 h     |                       | Badminton Simple messieurs              | Compétition hommes                            | Phase de groupe            | -                                                                                              | -          |
| 9 h     |                       | Badminton Simple dames                  | Compétition femmes                            | Phase de groupe            | -                                                                                              | -          |
| 9 h     |                       | Badminton Double messieurs              | Compétition hommes                            | Phase de groupe            | -                                                                                              | -          |
| 9 h     |                       | Badminton Double dames                  | Compétition femmes                            | Phase de groupe            | -                                                                                              | -          |
| 9 h     |                       | Badminton Double mixte                  | Compétition mixte (hommes et femmes ensemble) | Phase de groupe            | -                                                                                              | -          |
| 9 h     |                       | Beach-volley Tournoi masculin           | Compétition hommes                            | Phase de groupes           | -                                                                                              | -          |
| 9 h     |                       | Beach-volley Tournoi féminin            | Compétition femmes                            | Phase de groupes           | -                                                                                              | -          |
| 9 h     |                       | Escrime Épée individuelle               | Compétition femmes                            | 32e de finale              | -                                                                                              | -          |
| 9 h     |                       | Escrime Sabre individuel                | Compétition hommes                            | 32e de finale              | -                                                                                              | -          |
| 9 h     |                       | Escrime Épée individuelle               | Compétition femmes                            | 16e de finale              | -                                                                                              | -          |
| 9 h     |                       | Escrime Sabre individuel                | Compétition hommes                            | 16e de finale              | -                                                                                              | -          |
| 9 h     |                       | Escrime Épée individuelle               | Compétition femmes                            | 8e de finale               | -                                                                                              | -          |
| 9 h     |                       | Escrime Sabre individuel                | Compétition hommes                            | 8e de finale               | -                                                                                              | -          |
| 9 h     |                       | Escrime Épée individuelle               | Compétition femmes                            | 1/4 de finale              | -                                                                                              | -          |
| 9 h     |                       | Escrime Sabre individuel                | Compétition hommes                            | 1/4 de finale              | -                                                                                              | -          |
| 9 h     |                       | Handball Tournoi masculin               | Compétition hommes                            | Tour préliminaire Groupe A | Norvège 27-24 Brésil                                                                           |            |
| 9 h     |                       | Tennis de table Simple messieurs        | Compétition hommes                            | Tour préliminaire          | -                                                                                              | -          |
| 9 h     |                       | Tennis de table Simple dames            | Compétition femmes                            | Tour préliminaire          | -                                                                                              | -          |
| 9 h     |                       | Tennis de table Double mixte            | Compétition mixte (hommes et femmes ensemble) | 8e de finale               | -                                                                                              | -          |
| 9 h     |                       | Volley-ball Tournoi masculin            | Compétition hommes                            | Tour préliminaire Groupe A | Italie 3-2 Canada                                                                              |            |
| 9 h 30  |                       | Hockey sur gazon Tournoi masculin       | Compétition hommes                            | Tour préliminaire Groupe A | Japon 3-5 Australie                                                                            |            |
| 9 h 30  |                       | Tir à l'arc Par équipes                 | Compétition mixte (hommes et femmes ensemble) | 8e de finale               | -                                                                                              | -          |
| 9 h 50  |                       | Haltérophilie Moins de 49 kg (groupe B) | Compétition femmes                            | Tour de compétition        | -                                                                                              | -          |
| 10 h    |                       | Gymnastique artistique Qualifications   | Compétition hommes                            | Groupe 1                   | -                                                                                              | -          |
| 10 h    |                       | Hockey sur gazon Tournoi masculin       | Compétition hommes                            | Tour préliminaire Groupe A | Inde 3-2 Nouvelle-Zélande                                                                      |            |
| 10 h    |                       | Softball Tournoi féminin                | Compétition femmes                            | Tour préliminaire          | Australie 1-7 Canada                                                                           |            |
| 10 h    |                       | Taekwondo Moins de 49 kg                | Compétition femmes                            | 8e de finale               | -                                                                                              | -          |
| 10 h    |                       | Taekwondo Moins de 58 kg                | Compétition hommes                            | 8e de finale               | -                                                                                              | -          |
| 10 h    |                       | Taekwondo Moins de 49 kg                | Compétition femmes                            | 1/4 de finale              | -                                                                                              | -          |
| 10 h    |                       | Taekwondo Moins de 58 kg                | Compétition hommes                            | 1/4 de finale              | -                                                                                              | -          |
| 10 h    |                       | Taekwondo Moins de 49 kg                | Compétition femmes                            | 1/2 finale                 | -                                                                                              | -          |
| 10 h    |                       | Taekwondo Moins de 58 kg                | Compétition hommes                            | 1/2 finale                 | -                                                                                              | -          |
| 10 h 15 |                       | Basket-ball à trois Tournoi féminin     | Compétition femmes                            | Tour préliminaire          | ROC 21-18 Japon                                                                                |            |
| 10 h 40 |                       | Basket-ball à trois Tournoi féminin     | Compétition femmes                            | Tour préliminaire          | Chine 21-10 Roumanie                                                                           |            |
| 11 h    |                       | Boxe Poids plumes (moins de 57 kg)      | Compétition femmes                            | 16e de finale              | -                                                                                              | -          |
| 11 h    |                       | Boxe Poids welters (moins de 69 kg)     | Compétition femmes                            | 16e de finale              | -                                                                                              | -          |
| 11 h    |                       | Boxe Poids plumes (moins de 57 kg)      | Compétition hommes                            | 16e de finale              | -                                                                                              | -          |
| 11 h    |                       | Boxe Poids welters (moins de 69 kg)     | Compétition hommes                            | 16e de finale              | -                                                                                              | -          |
| 11 h    |                       | Boxe Poids lourds (moins de 91 kg)      | Compétition hommes                            | 8e de finale               | -                                                                                              | -          |
| 11 h    |                       | Cyclisme sur route Course en ligne      | Compétition hommes                            | Finale                     | Richard Carapaz · Wout van Aert · Tadej Pogačar                                                |            |
| 11 h    |                       | Handball Tournoi masculin               | Compétition hommes                            | Tour préliminaire Groupe A | France 33-27 Argentine                                                                         |            |
| 11 h    |                       | Judo Moins de 48 kg                     | Compétition femmes                            | Tour préliminaire          | -                                                                                              | -          |
| 11 h    |                       | Judo Moins de 48 kg                     | Compétition femmes                            | 1/4 de finale              | -                                                                                              | -          |
| 11 h    |                       | Judo Moins de 60 kg                     | Compétition hommes                            | Tour préliminaire          | -                                                                                              | -          |
| 11 h    |                       | Judo Moins de 60 kg                     | Compétition hommes                            | 1/4 de finale              | -                                                                                              | -          |
| 11 h    |                       | Tennis Simple messieurs                 | Compétition hommes                            | 1er tour                   | -                                                                                              | -          |
| 11 h    |                       | Tennis Simple dames                     | Compétition femmes                            | 1er tour                   | -                                                                                              | -          |
| 11 h    |                       | Tennis Double messieurs                 | Compétition hommes                            | 1er tour                   | -                                                                                              | -          |
| 11 h    |                       | Tennis Double dames                     | Compétition femmes                            | 1er tour                   | -                                                                                              | -          |
| 11 h 5  |                       | Volley-ball Tournoi masculin            | Compétition hommes                            | Tour préliminaire Groupe B | Brésil 3-0 Tunisie                                                                             |            |
| 11 h 35 |                       | Basket-ball à trois Tournoi masculin    | Compétition hommes                            | Tour préliminaire          | Pologne 14-21 Lettonie                                                                         |            |
| 11 h 45 |                       | Hockey sur gazon Tournoi masculin       | Compétition hommes                            | Tour préliminaire Groupe B | Belgique 3-1 Pays-Bas                                                                          |            |
| 12 h    |                       | Basket-ball à trois Tournoi masculin    | Compétition hommes                            | Tour préliminaire          | Chine 13-22 Serbie                                                                             |            |
| 12 h 15 |                       | Hockey sur gazon Tournoi masculin       | Compétition hommes                            | Tour préliminaire Groupe A | Argentine 1-1 Espagne                                                                          |            |
| 13 h 50 |                       | Haltérophilie Moins de 49 kg (groupe A) | Compétition femmes                            | Finale                     | Hou Zhihui · Saikhom Mirabai Chanu · Windy Cantika Aisah                                       |            |
| 14 h    |                       | Basket-ball à trois Tournoi féminin     | Compétition femmes                            | Tour préliminaire          | ROC 21-13 Chine                                                                                |            |
| 14 h    |                       | Water-polo Tournoi féminin              | Compétition femmes                            | Tour préliminaire Groupe A | Canada 5-8 Australie                                                                           |            |
| 14 h 15 |                       | Handball Tournoi masculin               | Compétition hommes                            | Tour préliminaire Groupe B | Suède 32-31 Bahreïn                                                                            |            |
| 14 h 15 |                       | Tennis de table Simple messieurs        | Compétition hommes                            | 1er tour                   | -                                                                                              | -          |
| 14 h 15 |                       | Tennis de table Simple dames            | Compétition femmes                            | 1er tour                   | -                                                                                              | -          |
| 14 h 15 |                       | Tir à l'arc Par équipes                 | Compétition mixte (hommes et femmes ensemble) | 1/4 de finale              | -                                                                                              | -          |
| 14 h 15 |                       | Tir à l'arc Par équipes                 | Compétition mixte (hommes et femmes ensemble) | 1/2 finale                 | -                                                                                              | -          |
| 14 h 15 |                       | Tir à l'arc Par équipes                 | Compétition mixte (hommes et femmes ensemble) | Finale                     | An San / Kim Je-deok · Gabriela Schloesser / Steve Wijler · Alejandra Valencia // Luis Álvarez |            |
| 14 h 20 |                       | Volley-ball Tournoi masculin            | Compétition hommes                            | Tour préliminaire Groupe B | Russie 3-1 Argentine                                                                           |            |
| 14 h 25 |                       | Basket-ball à trois Tournoi féminin     | Compétition femmes                            | Tour préliminaire          | Roumanie 8-20 Japon                                                                            |            |
| 14 h 30 |                       | Gymnastique artistique Qualifications   | Compétition hommes                            | Groupe 2                   | -                                                                                              | -          |
| 14 h 30 |                       | Softball Tournoi féminin                | Compétition femmes                            | Tour préliminaire          | États-Unis 2-0 Mexique                                                                         |            |
| 15 h    |                       | Basket-ball à trois Tournoi masculin    | Compétition hommes                            | Tour préliminaire          | ROC 21-13 Chine                                                                                |            |
| 15 h    |                       | Beach-volley Tournoi masculin           | Compétition hommes                            | Phase de groupes           | -                                                                                              | -          |
| 15 h    |                       | Beach-volley Tournoi féminin            | Compétition femmes                            | Phase de groupes           | -                                                                                              | -          |
| 15 h 25 |                       | Basket-ball à trois Tournoi masculin    | Compétition hommes                            | Tour préliminaire          | Serbie 16-15 Pays-Bas                                                                          |            |
| 15 h 30 |                       | Water-polo Tournoi féminin              | Compétition femmes                            | Tour préliminaire Groupe A | Afrique du Sud 4-29 Espagne                                                                    |            |
| 16 h 15 |                       | Handball Tournoi masculin               | Compétition hommes                            | Tour préliminaire Groupe A | Allemagne 27-28 Espagne                                                                        |            |
| 16 h 25 |                       | Volley-ball Tournoi masculin            | Compétition hommes                            | Tour préliminaire Groupe A | Japon 3-0 Venezuela                                                                            |            |
| 16 h 30 |                       | Football Tournoi féminin                | Compétition femmes                            | Tour préliminaire Groupe E | Chili 1-2 Canada                                                                               |            |
| 17 h    |                       | Boxe Poids plumes (moins de 57 kg)      | Compétition femmes                            | 16e de finale              | -                                                                                              | -          |
| 17 h    |                       | Boxe Poids plumes (moins de 57 kg)      | Compétition hommes                            | 16e de finale              | -                                                                                              | -          |
| 17 h    |                       | Boxe Poids welters (moins de 69 kg)     | Compétition hommes                            | 16e de finale              | -                                                                                              | -          |
| 17 h    |                       | Boxe Poids super-lourds (plus de 91 kg) | Compétition hommes                            | 8e de finale               | -                                                                                              | -          |
| 17 h    |                       | Équitation Dressage par équipes         | Compétition mixte (hommes et femmes ensemble) | Qualifications             | -                                                                                              | -          |
| 17 h    |                       | Football Tournoi féminin                | Compétition femmes                            | Tour préliminaire Groupe F | Chine 4-4 Zambie                                                                               |            |
| 17 h    |                       | Judo Moins de 48 kg                     | Compétition femmes                            | -                          | -                                                                                              | -          |
| 17 h    |                       | Judo Moins de 48 kg                     | Compétition femmes                            | -                          | -                                                                                              | -          |
| 17 h    |                       | Judo Moins de 60 kg                     | Compétition hommes                            | Repêchages                 | -                                                                                              | -          |
| 17 h    |                       | Judo Moins de 60 kg                     | Compétition hommes                            | 1/2 finale                 | -                                                                                              | -          |
| 17 h    |                       | Judo Moins de 48 kg                     | Compétition femmes                            | Finale                     | Distria Krasniqi · Funa Tonaki · Darya Bilodid / Urantsetseg Munkhbat                          |            |
| 17 h    |                       | Judo Moins de 60 kg                     | Compétition hommes                            | Finale                     | Naohisa Takatō · Yang Yung-wei · Yeldos Smetov / Luka Mkheidze                                 |            |
| 17 h 30 |                       | Basket-ball à trois Tournoi féminin     | Compétition femmes                            | Tour préliminaire          | Italie 15-14 Mongolie                                                                          |            |
| 17 h 30 |                       | Football Tournoi féminin                | Compétition femmes                            | Tour préliminaire Groupe G | Suède 4-2 Australie                                                                            |            |
| 17 h 55 |                       | Basket-ball à trois Tournoi féminin     | Compétition femmes                            | Tour préliminaire          | États-Unis 17-10 France                                                                        |            |
| 18 h    |                       | Badminton Simple messieurs              | Compétition hommes                            | Phase de groupe            | -                                                                                              | -          |
| 18 h    |                       | Badminton Simple dames                  | Compétition femmes                            | Phase de groupe            | -                                                                                              | -          |
| 18 h    |                       | Badminton Double messieurs              | Compétition hommes                            | Phase de groupe            | -                                                                                              | -          |
| 18 h    |                       | Badminton Double dames                  | Compétition femmes                            | Phase de groupe            | -                                                                                              | -          |
| 18 h    |                       | Badminton Double mixte                  | Compétition mixte (hommes et femmes ensemble) | Phase de groupe            | -                                                                                              | -          |
| 18 h    |                       | Escrime Épée individuelle               | Compétition femmes                            | 1/2 finale                 | -                                                                                              | -          |
| 18 h    |                       | Escrime Sabre individuel                | Compétition hommes                            | 1/2 finale                 | -                                                                                              | -          |
| 18 h    |                       | Escrime Épée individuelle               | Compétition femmes                            | Finale                     | Sun Yiwen · Ana Maria Popescu · Katrina Lehis                                                  |            |
| 18 h    |                       | Escrime Sabre individuel                | Compétition hommes                            | Finale                     | Áron Szilágyi · Luigi Samele · Kim Jung-hwan                                                   |            |
| 18 h 20 |                       | Water-polo Tournoi féminin              | Compétition femmes                            | Tour préliminaire Groupe B | Japon 4-25 États-Unis                                                                          |            |
| 18 h 30 |                       | Hockey sur gazon Tournoi masculin       | Compétition hommes                            | Tour préliminaire Groupe B | Grande-Bretagne 3-1 Afrique du Sud                                                             |            |
| 18 h 40 |                       | Basket-ball à trois Tournoi masculin    | Compétition hommes                            | Tour préliminaire          | Lettonie 20-21 Belgique                                                                        |            |
| 19 h    |                       | Hockey sur gazon Tournoi masculin       | Compétition hommes                            | Tour préliminaire Groupe B | Allemagne 7-1 Canada                                                                           |            |
| 19 h    |                       | Natation 400 m 4 nages                  | Compétition hommes                            | Séries                     | -                                                                                              | -          |
| 19 h    |                       | Natation 100 m papillon                 | Compétition femmes                            | Séries                     | -                                                                                              | -          |
| 19 h    |                       | Natation 400 m nage libre               | Compétition hommes                            | Séries                     | -                                                                                              | -          |
| 19 h    |                       | Natation 400 m 4 nages                  | Compétition femmes                            | Séries                     | -                                                                                              | -          |
| 19 h    |                       | Natation 100 m brasse                   | Compétition hommes                            | Séries                     | -                                                                                              | -          |
| 19 h    |                       | Natation Relais 4 × 100 m nage libre    | Compétition femmes                            | Séries                     | -                                                                                              | -          |
| 19 h    |                       | Taekwondo Moins de 49 kg                | Compétition femmes                            | Repêchages                 | -                                                                                              | -          |
| 19 h    |                       | Taekwondo Moins de 58 kg                | Compétition hommes                            | Repêchages                 | -                                                                                              | -          |
| 19 h    |                       | Taekwondo Moins de 49 kg                | Compétition femmes                            | Finale                     | Panipak Wongpattanakit · Adriana Cerezo · Tijana Bogdanović / Avishag Semberg                  |            |
| 19 h    |                       | Taekwondo Moins de 58 kg                | Compétition hommes                            | Finale                     | Vito Dell'Aquila · Mohamed Khalil Jendoubi · Mikhail Artamonov / Jang Jun                      |            |
| 19 h 5  |                       | Basket-ball à trois Tournoi masculin    | Compétition hommes                            | Tour préliminaire          | Japon 19-20 Pologne                                                                            |            |
| 19 h 30 |                       | Football Tournoi féminin                | Compétition femmes                            | Tour préliminaire Groupe E | Japon 0-1 Grande-Bretagne                                                                      |            |
| 19 h 30 |                       | Gymnastique artistique Qualifications   | Compétition hommes                            | Groupe 3                   | -                                                                                              | -          |
| 19 h 30 |                       | Handball Tournoi masculin               | Compétition hommes                            | Tour préliminaire Groupe B | Portugal 31-37 Égypte                                                                          |            |
| 19 h 30 |                       | Tennis de table Simple messieurs        | Compétition hommes                            | 1er tour                   | -                                                                                              | -          |
| 19 h 30 |                       | Tennis de table Simple dames            | Compétition femmes                            | 1er tour                   | -                                                                                              | -          |
| 19 h 40 |                       | Volley-ball Tournoi masculin            | Compétition hommes                            | Tour préliminaire Groupe A | Pologne 2-3 Iran                                                                               |            |
| 19 h 50 |                       | Water-polo Tournoi féminin              | Compétition femmes                            | Tour préliminaire Groupe B | Chine 17-18 Russie                                                                             |            |
| 20 h    |                       | Beach-volley Tournoi masculin           | Compétition hommes                            | Phase de groupes           | -                                                                                              | -          |
| 20 h    |                       | Beach-volley Tournoi féminin            | Compétition femmes                            | Phase de groupes           | -                                                                                              | -          |
| 20 h    |                       | Football Tournoi féminin                | Compétition femmes                            | Tour préliminaire Groupe F | Pays-Bas 3-3 Brésil                                                                            |            |
| 20 h    |                       | Softball Tournoi féminin                | Compétition femmes                            | Tour préliminaire          | Japon 5-0 Italie                                                                               |            |
| 20 h 30 |                       | Football Tournoi féminin                | Compétition femmes                            | Tour préliminaire Groupe G | Nouvelle-Zélande 1-6 États-Unis                                                                |            |
| 21 h    |                       | Basket-ball à trois Tournoi féminin     | Compétition femmes                            | Tour préliminaire          | Mongolie 9-21 États-Unis                                                                       |            |
| 21 h 25 |                       | Basket-ball à trois Tournoi féminin     | Compétition femmes                            | Tour préliminaire          | France 19-16 Italie                                                                            |            |
| 21 h 30 |                       | Handball Tournoi masculin               | Compétition hommes                            | Tour préliminaire Groupe B | Danemark 47-30 Japon                                                                           |            |
| 21 h 45 |                       | Volley-ball Tournoi masculin            | Compétition hommes                            | Tour préliminaire Groupe B | États-Unis 3-0 France                                                                          |            |
| 22 h    |                       | Basket-ball à trois Tournoi masculin    | Compétition hommes                            | Tour préliminaire          | Pays-Bas 18-15 ROC                                                                             |            |
| 22 h 25 |                       | Basket-ball à trois Tournoi masculin    | Compétition hommes                            | Tour préliminaire          | Belgique 16-18 Japon                                                                           |            |

## Tableaux des médailles
Le 24 juillet est le premier jour où des médailles sont distribuées.
| Rang  | Nation         | Or | Argent | Bronze | Total |
| ----- | -------------- | -- | ------ | ------ | ----- |
| 1     | Chine          | 3  |        | 1      | 4     |
| 2     | Italie         | 1  | 1      |        | 2     |
| 2     | Japon          | 1  | 1      |        | 2     |
| 4     | Corée du Sud   | 1  |        | 2      | 3     |
| 5     | Équateur       | 1  |        |        | 1     |
| 5     | Hongrie        | 1  |        |        | 1     |
| 5     | Iran           | 1  |        |        | 1     |
| 5     | Kosovo         | 1  |        |        | 1     |
| 5     | Thaïlande      | 1  |        |        | 1     |
| 10    | ROC            |    | 1      | 1      | 2     |
| 10    | Serbie         |    | 1      | 1      | 2     |
| 12    | Belgique       |    | 1      |        | 1     |
| 12    | Espagne        |    | 1      |        | 1     |
| 12    | Inde           |    | 1      |        | 1     |
| 12    | Pays-Bas       |    | 1      |        | 1     |
| 12    | Roumanie       |    | 1      |        | 1     |
| 12    | Taipei chinois |    | 1      |        | 1     |
| 12    | Tunisie        |    | 1      |        | 1     |
| 19    | Estonie        |    |        | 1      | 1     |
| 19    | France         |    |        | 1      | 1     |
| 19    | Indonésie      |    |        | 1      | 1     |
| 19    | Israël         |    |        | 1      | 1     |
| 19    | Kazakhstan     |    |        | 1      | 1     |
| 19    | Mexique        |    |        | 1      | 1     |
| 19    | Mongolie       |    |        | 1      | 1     |
| 19    | Slovénie       |    |        | 1      | 1     |
| 19    | Suisse         |    |        | 1      | 1     |
| 19    | Ukraine        |    |        | 1      | 1     |
| Total | Total          | 11 | 11     | 15     | 37    |